# Gmina Qendër (okręg Librazhd)
Gmina Qendër (alb. Komuna Qendër) – gmina  położona w środkowej części Albanii. Administracyjnie należy do okręgu Librazhd w obwodzie Elbasan. W 2011 roku populacja gminy wynosiła 8551 w tym 4200 kobiety oraz 4351 mężczyzn, z czego Albańczycy stanowili 96,04% mieszkańców.
W skład gminy wchodzi dwanaście miejscowości: Librazhd-Qendër, Arrëz, Babjë, Dorëz, Dragostunjë, Kuturman, Gizavesh, Librazhd-Katund, Marinaj, Qarrishtë, Spathar, Togëz- Merqize - Semes.